# Marek Niedużak
Marek Niedużak (ur. 4 maja 1981 w Opolu) – polski prawnik, adwokat i urzędnik państwowy, doktor nauk prawnych, w latach 2019–2021 podsekretarz stanu w resortach odpowiedzialnych za gospodarkę.

## Życiorys
Maturę pisał w Downside School w Wielkiej Brytanii, do którego uczęszczał w ramach stypendium Towarzystwa Szkół Zjednoczonego Świata. W 2006 ukończył studia prawnicze na Wydziale Prawa i Administracji Uniwersytetu Jagiellońskiego, w 2012 został także absolwentem LLM na Uniwersytecie w Cambridge. W 2013 na WPiA UJ obronił pracę doktorską z zakresu teorii prawa. Ukończył aplikację adwokacką, jako adwokat specjalizował się w prawie gospodarczym i cywilnym. Był wykładowcą w Akademii Leona Koźmińskiego oraz w ramach zajęć dla aplikantów adwokackich. Został fellow Polskiego Instytutu Ekonomicznego.
Pracował w warszawskich kancelariach adwokackich, w tym w Dentons, od 2015 do 2016 był partnerem w kancelarii Gabrysiak Niedużak. W grudniu 2016 został zastępcą dyrektora Departamentu Prawnego w Ministerstwie Rozwoju, w sierpniu 2017 przeszedł w resorcie na stanowisko dyrektora Departamentu Oceny Ryzyka Regulacyjnego. W lutym 2018 objął fotel dyrektora Departamentu Doskonalenia Regulacji Gospodarczych Ministerstwa Przedsiębiorczości i Technologii. Od 2016 był sekretarzem rady nadzorczej Agencji Rozwoju Przemysłu, a od 2018 przewodniczącym rady nadzorczej Polskiej Agencji Inwestycji i Handlu.
27 lutego 2019 powołany przez premiera Mateusza Morawieckiego na stanowisko podsekretarza stanu w Ministerstwie Przedsiębiorczości i Technologii, odpowiedzialnego za legislację gospodarczą. W listopadzie 2019, po przekształceniach w strukturze ministerstw, przeszedł na funkcję podsekretarza stanu w Ministerstwie Rozwoju. Po kolejnych przekształceniach resortu przeszedł w październiku 2020 na stanowisko podsekretarza stanu w Ministerstwie Rozwoju, Pracy i Technologii, a w sierpniu 2021 podsekretarza stanu w Ministerstwie Rozwoju i Technologii. W grudniu tegoż roku odszedł z zajmowanego stanowiska.
Jest żonaty, ma córkę i syna.